# Појина конјектура
Појина конјектура је математичка конјектура која тврди да 'већина' (то јест више од 50%) природних бројева мањих од било ког датог броја имају непаран број простих делилаца. Конјектуру је поставио мађарски математичар Ђерђ Поја 1919. Ова конјектура је оповргнута, а величина најмањег контрапримера се често користи да се покаже како конјектура може бити тачна за многе бројеве, а да ипак постоји контрапример.

## Исказ
Појина конјектура тврди да за свако n (>1), ако поделимо природне бројеве мање од n (искључујући 0) у оне који имају непаран број простих делилаца и оне који имају паран број простих делилаца, онда ће прва група имати више чланова, или ће обе групе имати исти број чланова. (Поновљени прости делиоци се рачунају одговарајући број пута - стога 24 = 23 * 31 има 3+1 = 4 простих делиоца, што је паран број, док 30 = 2 * 3 * 5 има 3 проста делиоца, што је непаран број.)
Такође, конјектура се може исказати преко сумарне Лиувилове функције. Конјектура гласи
{\displaystyle L(n)=\sum _{k=1}^{n}\lambda (k)\leq 0}
за свако n. Овде је {\displaystyle \lambda (k)=(-1)^{\Omega (k)}} позитивно ако је број простих делилаца целог броја k паран, а негативно ако је непаран. Функција велико омега броји укупан број простих делилаца целог броја.

## Оповргавање
Појину конјектуру је оповргао Ц. Б. Хаселгров 1958. године. Он је показао да за конјектуру постоји контрапример, за који је проценио да се налази око броја 1.845 × 10361.
Експлицитан контрапример, {\displaystyle n=906180359} је дао Р. С. Леман 1960; најмањи контрапример је {\displaystyle n=906150257}, а нашао га је Минору Танака 1980.
Појина конјектура не важи за већину вредности {\displaystyle n} у области {\displaystyle 906150257\leq n\leq 906488079}. У овој области функција има максимум од 829 у вредности {\displaystyle n=906316571}.